# Närke
Närke ist eine historische Provinz (schwedisch landskap) Schwedens und liegt im Landesteil Svealand.

## Geographie
An Närke schließen im Norden die Provinz Västmanland und im Osten Södermanland sowie der See Hjälmaren an. Im Süden wird Närke von Östergötland und dem See Vättern begrenzt. Die Provinzen Västergötland und Värmland liegen westlich von Närke. Zum Gebiet von Närke zählen die westliche Hälfte des Hjälmaren und der nördlichste Teil des Vättern.
Von Norden her ragt der fast 300 m hohe Bergrücken Kilsbergen nach Närke hinein. Dieser Rücken setzt sich im Grenzgebiet zu Värmland in südwestliche Richtung fort, wobei er an Höhe verliert. Danach steigt er wieder an und erreicht im Grenzgebiet zu Västergötland den Bergzug Tiveden. Ein Ausläufer des Tiveden zieht sich nach Nordosten bis zum Hjälmaren. Im Norden von Närke liegt der Höhenzug Käglan. Diese drei Höhenzüge schließen eine größere landwirtschaftlich genutzte Ebene ein.

## Geschichte
Als der norwegische König Olav II. zwischen 1028 und 1029 ins Exil musste, verbrachte er einige Zeit in Närke und trug wahrscheinlich zur Christianisierung des Gebietes bei. 1170 fiel Närke an die Diözese von Strängnäs. Etwa um das Jahr 1200 entstand die Burg von Örebro als Schutz für eine Brücke über den Fluss Svartån. 1435 erhielt der Führer eines Aufstandes gegen Erich von Pommern, Engelbrekt Engelbrektsson, die Burg von Örebro zugeteilt.
Im 16. und 17. Jahrhundert etablierte sich in Närke eine überregional bedeutende Eisenproduktion. Die hier ansässigen Bauern profitierten vor allem von der neuen Industrie, da die Haut ihrer Ochsen in den Bergwerken vielerlei Verwendung fand. Das Leder der Ochsen war auch ein Grund für die Entwicklung einer größeren Schuhindustrie, die vor allem bis zur Mitte des 20. Jahrhunderts betrieben wurde.
In Närke gibt es noch immer einige Burgen aus dem Mittelalter. Die bedeutendste und am besten erhaltene liegt in Tarsta bei Sköllersta.

## Wappen
Beschreibung: In Rot zwei goldene gekreuzte Pfeile mit silberner Spitze von je einer silbernen Rose in deren Winkeln begleitet.

## Landschaftssymbole
- Blume: Echte Schlüsselblume (lat. Primula veris)
- Tier: Haselmaus (Muscardinus avellarius)
- Vogel: Goldammer (Emberiza citrinella)
- Fisch: Ukelei (Alburnus alburnus)
- Pilz: Safranschirmling